# Пак Пон Джу
Пак Пон Джу (кор. 박봉주; 10 апреля 1939 года, Сонджин, Канкё-хокудо, Корея, Японская империя) — политический и государственный деятель КНДР, дважды возглавлял Совет министров республики с 2003 года по 2007 и с 2013 года по 2019.

## Биография
Пак Пон Джу родился 10 апреля 1939 года в городе Сонджин, Канкё-хокудо, Корея. Получил высшее образование в Токчхонском технологическом университете по специальности инженер машиностроения. В молодости в 1962 году он возглавил одно из предприятий КНДР. В октябре 1980 года был избран кандидатом в Центральный Комитет ТПК. В 1998 году стал министром химической промышленности. В процессе карьерного роста осенью 2003 года он возглавил правительство КНДР, пользовался особым доверием Ким Чен Ира. Весной 2007 года перешёл на работу в Верховное народное собрание КНДР. По предположению, Пак Пон Джу был смещён за «капиталистическое мышление». Возглавляя Верховное народное собрание КНДР, он в это время посетил с визитом КНР.
Во второй раз правительство страны Пак Пон Джу возглавил 1 апреля 2013 года.
На первой сессии Верховного народного собрания КНДР XIV созыва в начале апреля 2019 года он не был переизбран главой правительства.

## Политическая платформа
Пак Пон Джу считают технократом и реформатором в экономической сфере, ключевым союзником Чан Сон Тхэка, дяди лидера страны Ким Чен Ына. Однако после ареста и казни Чан Сон Тхэка в 2013 году Пак Пон Джу удержался во власти до следующих выборов.